# 藏本英明失踪事件
藏本英明失踪事件（日语：／）是1934年日本外交官藏本英明失踪而引发的中華民國和大日本帝國间的外交糾紛。日本方面一度认为，这是中方的恐怖主义，导致两国面臨军事冲突。

## 概述
1934年6月8日，日本驻中华民国首都南京总领事馆的办事员藏本英明突然失踪。南京总领事的須磨弥吉郎则认为，藏本是因当时中华民国的反日情绪而遭到了中国人的绑架杀害。因此他不仅向当时的南京国民政府提出抗议，还要求日本海军将当时恰好在东海的第三舰队旗舰出云号派到南京附近的长江以追究责任。
日本的这种强硬态度使得中华民国的舆论大为愤怒，有观点认为认为两国之间的冲突已不可避免。对此感到担忧的汪精卫试图劝说须磨弥吉郎，但须磨弥吉郎则坚持认为“责任全在中方”。
6月13日，藏本失踪五天后，南京首都警察廳在明孝陵后山上尋獲他。據藏本事後說法，失蹤的理由是想自殺，但最後未遂。经医生诊断，他是因人事和待遇方面的问题而对上级不满，导致神经衰弱。事件至此得以解决。

## 事件人物
藏本英明，奈良縣人，事件發生時年四十二歲。1928年，藏本隨日本公使館英二參贊充哈爾濱日本總領事館書記生。1931年，隨田代領事充長春領館書記生。
失蹤事件後，藏本歸國療養，駐南京副領事一職由二等翻譯官五百木元繼任。

### 引用
1. ↑  . 興華. 1934-06-20, 31 (23): 37 （中文（繁體））.
2. ↑  . 申報. 1934-07-01 （中文（繁體））.

### 來源
- 臼井勝美「蔵本書記生失踪事件」（『国史大辞典 4』（吉川弘文館、1984年）ISBN 978-4-642-00504-3 ）
- 「藏本事件」《近代中日關係史料彙編：蘆溝橋事變前後的中日外交關係》（臺北：民國歷史文化學社，2020）ISBN 978-988-8637-51-5